# Beaurain British Cemetery
Le cimetière « Beaurain British Cemetery  »  est un cimetière militaire  de la Première Guerre mondiale situé sur le territoire de la commune de Beaurain, Nord.

## Localisation
Ce cimetière est situé à 200 m au nord de l'église, au beau milieu des près; on y accède par un sentier entouré de fil barbelé .

## Historique
Occupé dès la fin août 1914 par les troupes allemandes, le village de Beaurain est resté  loin des combats jusqu'au 23 octobre 1918 date à laquelle il est capturé par la 5e division britannique. Ce cimetière a été créé à cette date pour inhumer les victimes de ces combats.

## Caractéristique
Ce cimetière comporte les sépultures de 57 soldats britanniques,dont 1 seul n'est pas identifié. IL est entouré d'un muret de pierres minérales.

### Galerie

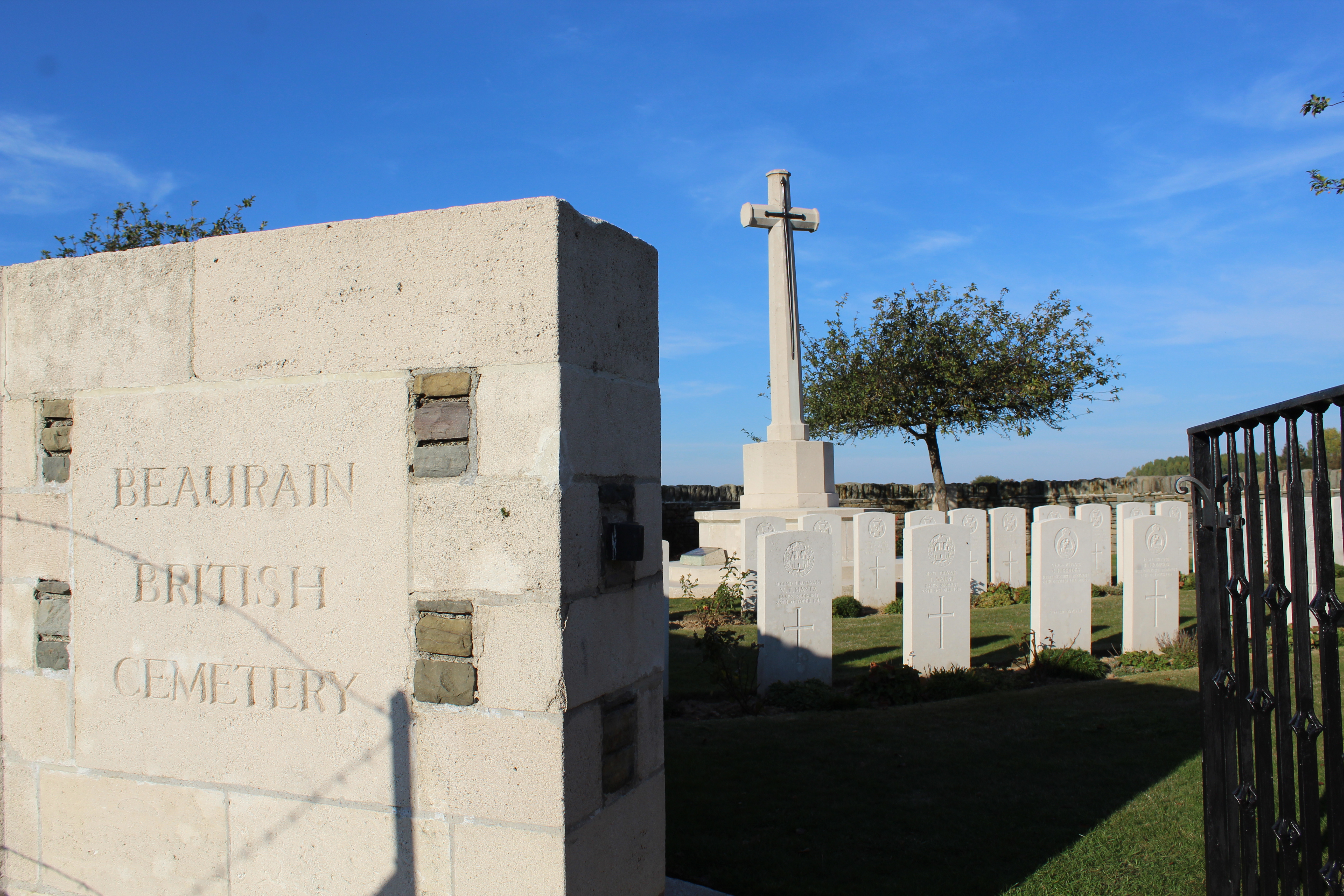
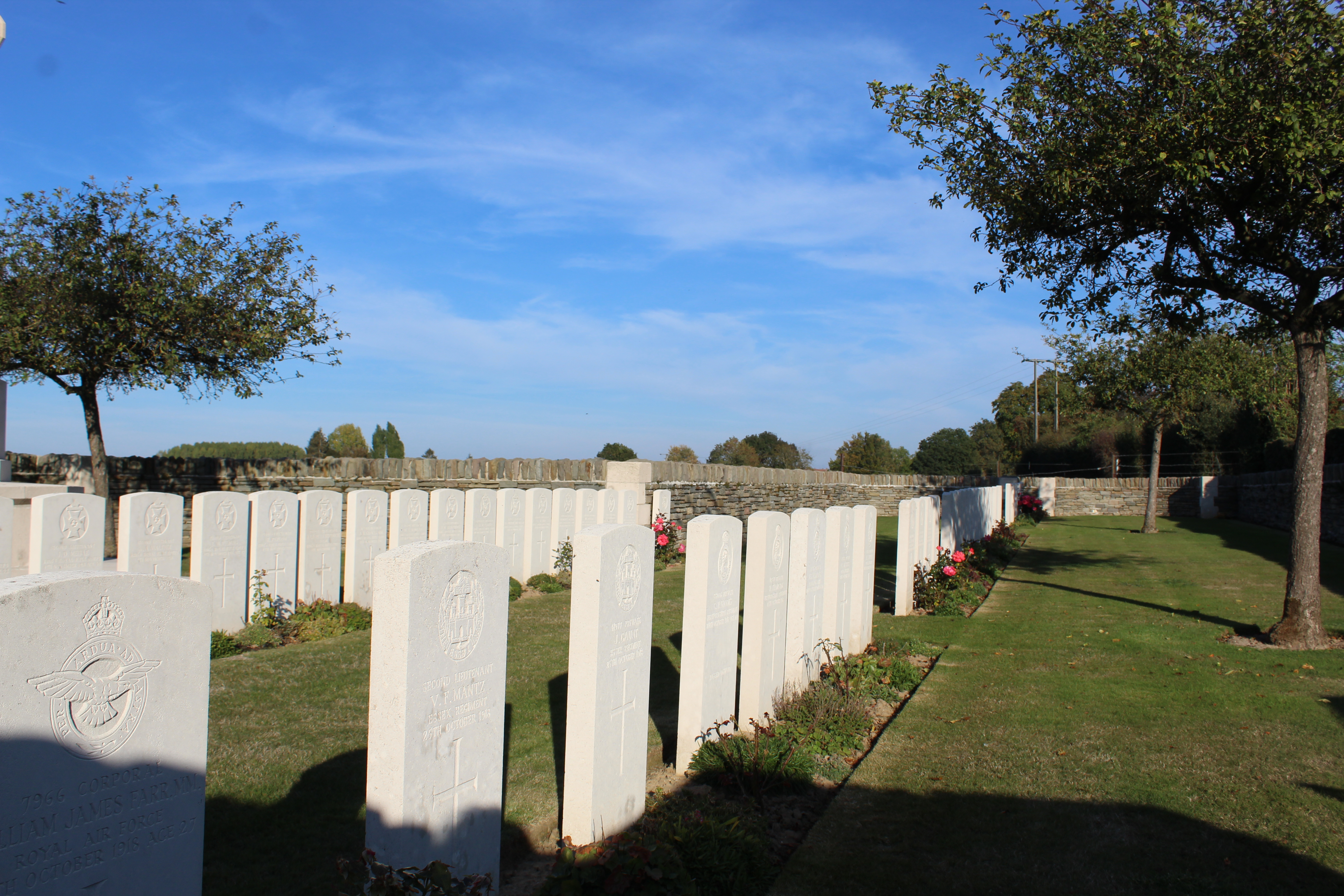
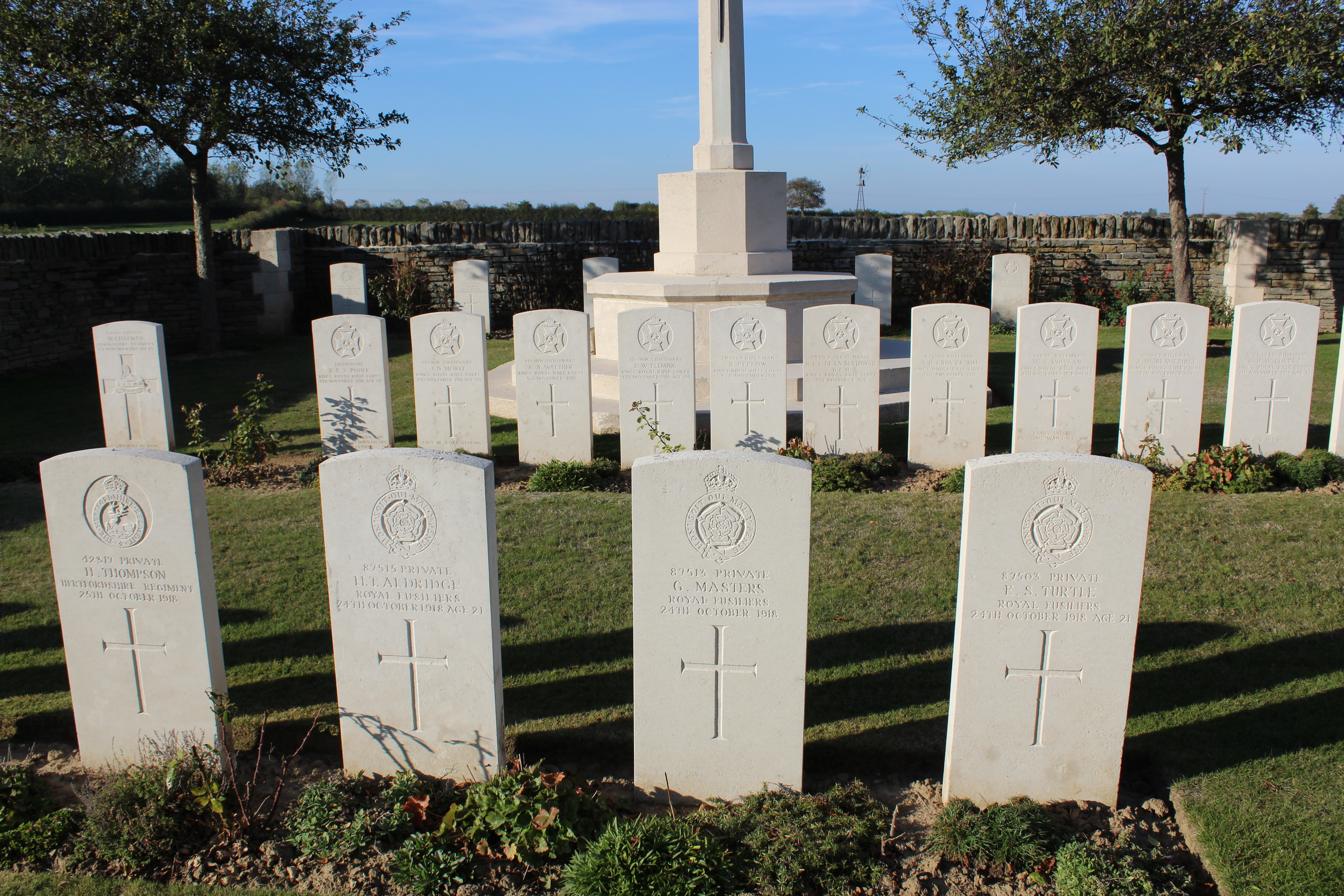
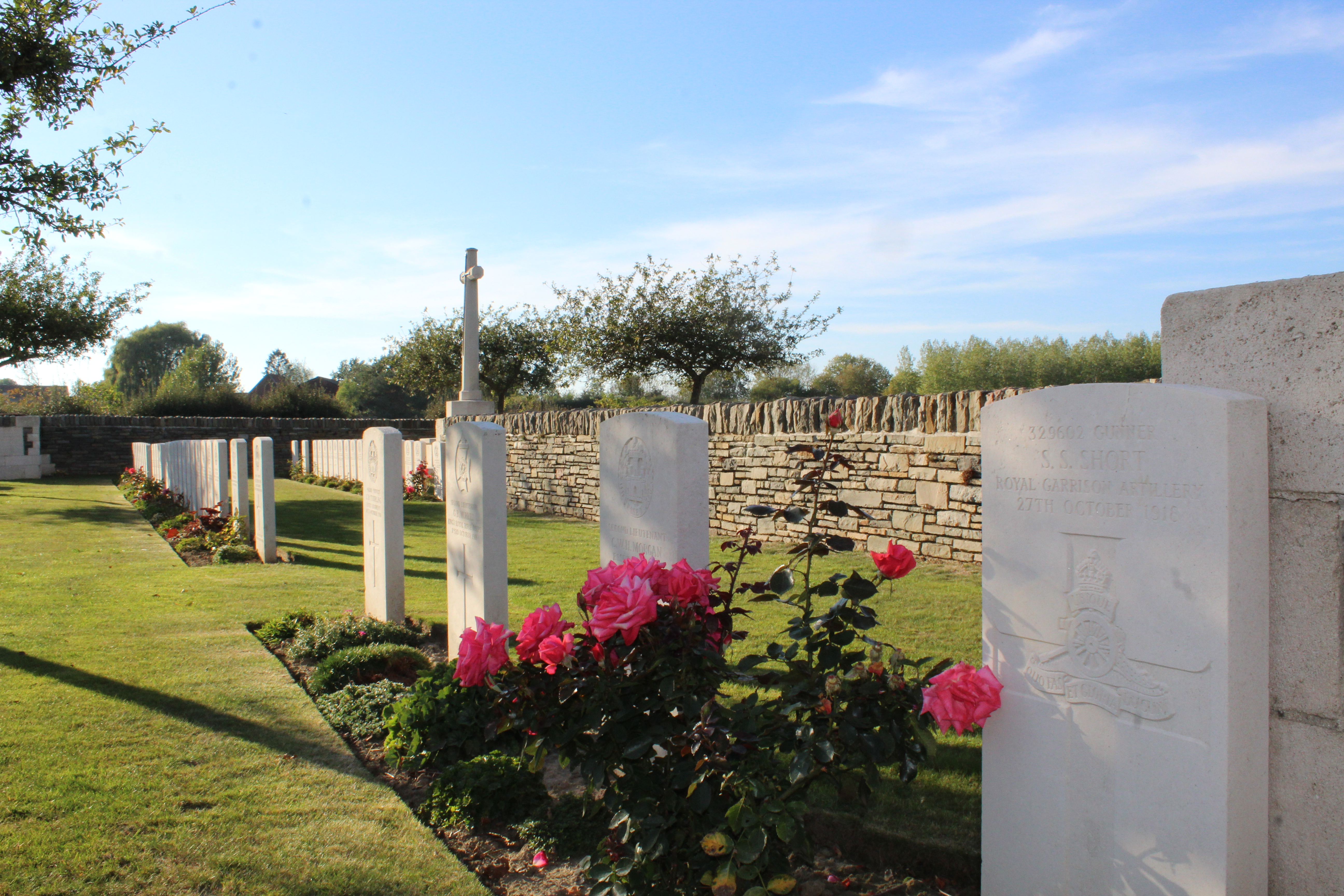
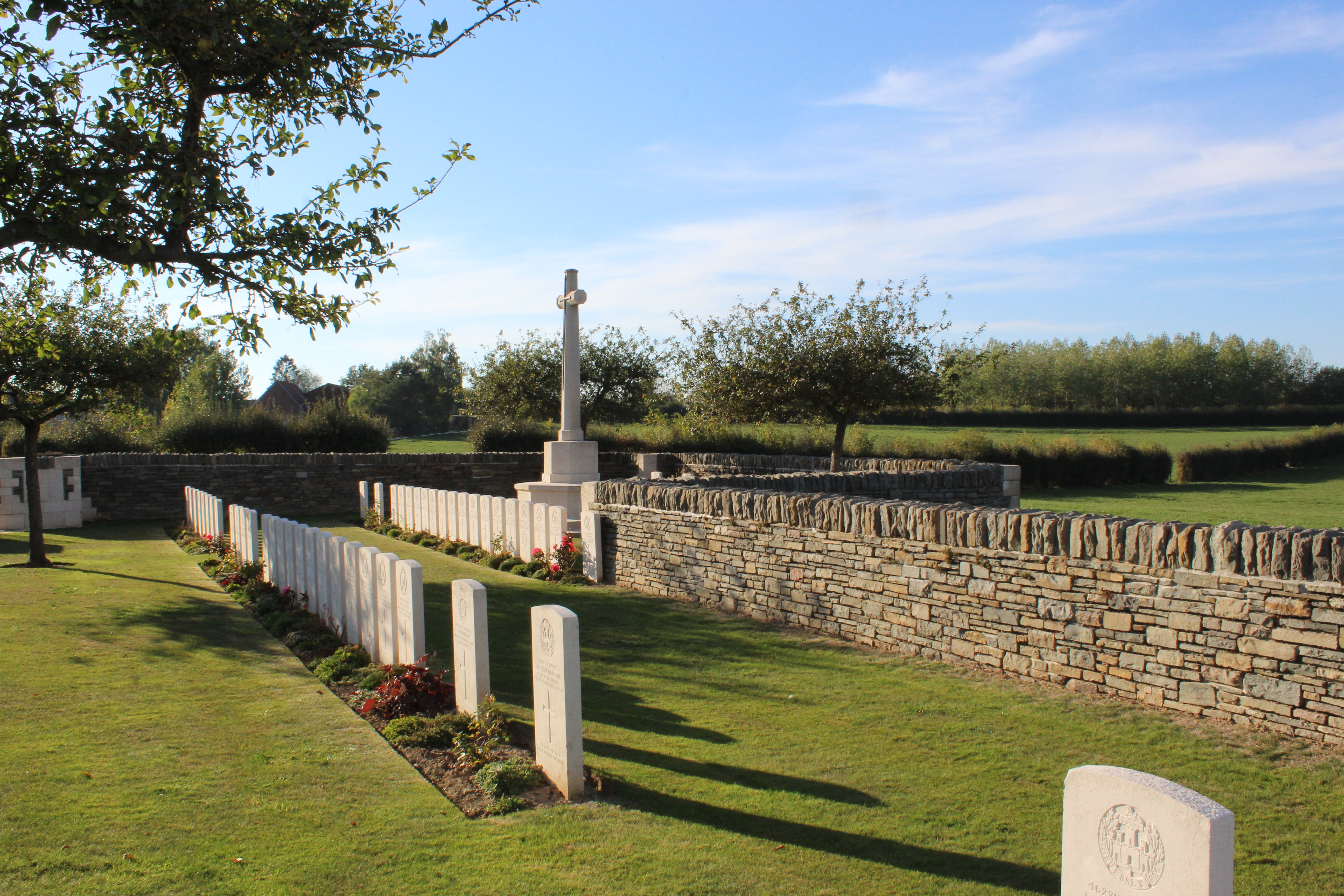

## Sépultures
| Pays        | Sépultures |
| ----------- | ---------- |
| Royaume-Uni | 57         |